# 라오스 (영화)
《라오스》(Laos : In the Warmest Country)는 2014년에 제작한 대한민국의 코미디, 드라마 영화이다. 임정환이 감독과 각본을 맡았다.

## 줄거리
영화학도인 원식(정혁기 분)과 현철(조현철 분)은 마침내 졸업영화를 엎어버리기로 결정했다. 그들은 영화 찍으려던 돈을 들고 라오스로 날아간다. 한때 그들과 함께 영화를 공부했던 정환(임정환 분)이, 그들을 맞이한다. 셋은 라오스에서 종합비타민을 팔아 돈을 벌고, 물 좋고 공기 좋은 곳에서 끝내주는 장편시나리오를 완성해 고국으로 돌아가자 다짐한다. 그렇게 셋의 동업이 시작된다. 그러나 머지않아 정체불명의 택시기사(김상범 분)와 북한사람(임철 분)이 일에 끼어든다. 이들의 이야기는 산으로 향해간다. 

## 출연진
- 조현철 - 현철 역
- 정혁기 - 원식 역
- 임철 - 북한 사람 역
- 임정환 - 정환 역
- 김상범 - 택시 기사 역
- 이유진
- 김준겸
- 정양지